# Tapeçaria de Överhogdal
A tapeçaria de Överhogdal (em sueco: Överhogdalstapeten) é um conjunto de 5 peças confecionadas na era dos viquingues, por volta do ano 1000, contendo imagens em lã, num fundo de linho. Misturam motivos pagãos nórdicos antigos e motivos cristãos medievais, mostrando pessoas, cavalos, animais mitológicos, entre árvores, casas, igrejas e navios. Foram encontradas em 1910 na arrecadação de lenha da sacristia da igreja de Överhogdal, na província histórica de Härjedalen, na Suécia. Estão atualmente expostas no museu Jamtli (o museu da história cultural do condado da Jämtland).

## Galeria

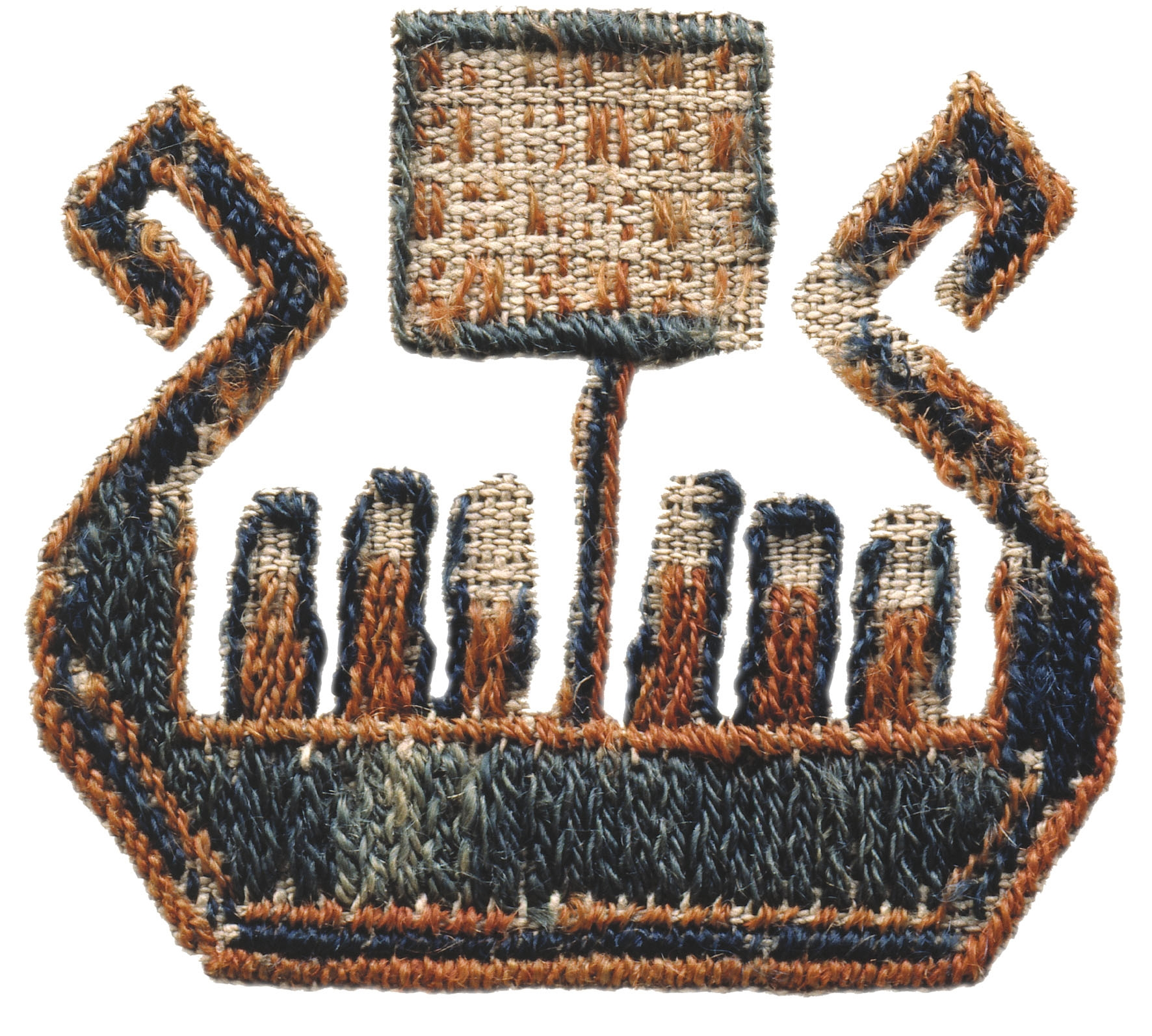
Detalhe: Navio víquingue
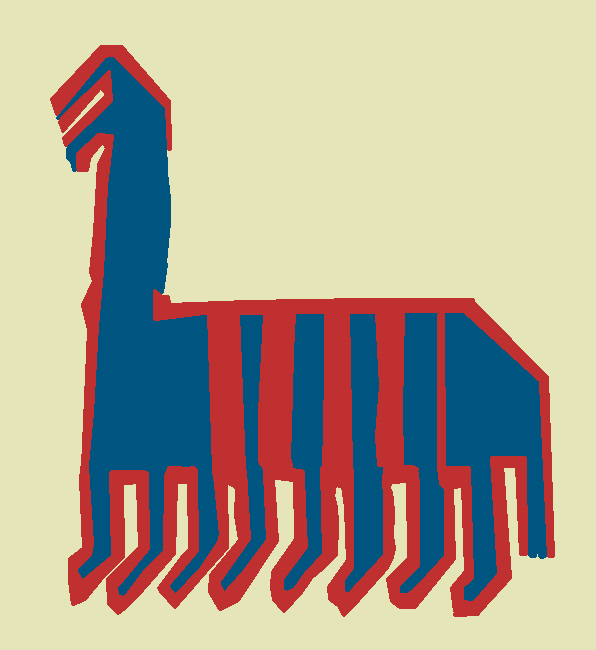
Detalhe: O cavalo do deus Odim – Sleipner, com as suas oito pernas